# Shekhar Mehta
Pas d'image ? Cliquez ici
Pour les articles homonymes, voir Mehta.
Chandrashekhar "Shekhar" Mehta, né le 20 juin 1945 à Lugazi et mort le 12 avril 2006 à Londres, était un pilote de rallye ougando-kényan.

## Biographie
Sa famille était importatrice de la firme BMW pour l'Ouganda, tout en exploitant des plantations de thé, et de sucre à Lugazi. 
Après des études en Grande-Bretagne, il débuta au Kenya en 1966 ses premières courses, sur BMW 1800, puis continua sur Renault 16 en 1967, et enfin sur Peugeot 204 en 1968. Son copilote était alors Chandu Radia.
Son premier engagement au Safari Rally fut en 1968 justement, année où seulement sept équipages terminèrent la course, sa Peugeot abandonnant lors de l'épreuve.
En 1970, il conduisit sur Datsun 1600 SSS privée, avant d'être engagé officiellement par la firme en 1971 et 1973 sur Datsun 240Z. 
En 1974, il fut brièvement recruté par Lancia sur Fluvia pour le Safari Rally. 
Il revint en 1975 chez Datsun, sur la version 160J.
Au total, il a remporté le rallye Safari cinq fois (1973 et de 1979 à 1982). Il a gagné la majorité de ses courses sur des Datsun, et courut en WRC de 1973 (rallye du Kenya) à 1987 (rallye de Côte d'Ivoire) (total: engagement dans 47 épreuves mondiales), aidant l'actuel constructeur Nissan à obtenir trois places consécutives de vice-champion du monde des rallyes constructeurs, en 1979 (160J), 1980 (160J) et 1981 (Violet GT et 160J).
Il épousa en 1978 sa copilote occasionnelle alors depuis 10 ans, Yvonne Prat (de nationalité britannique), dont il eut un fils, Vijay, en 1991.
Après un passage sur Audi, il fut recruté par Peugeot en 1986 pour piloter l'une des deux seules 205 T16 terminant le Safari Rally cette année-là (terminant 8e), Nissan l'employant également entre 1985 et 1987.
Il participa au Rallye Dakar 1987 sur Peugeot 205 Turbo 16 (aux côtés de Ari Vatanen et d'Andrea Zanussi sous l'égide de Jean Todt), et mis un terme à sa carrière quelques mois plus tard, après un accident au Rallye des Pharaons sur sa Peugeot 205 T16.
Il prit ensuite des responsabilités à la FIA, et devint Président de la commission World Rally Championship jusqu'à son décès à Londres, où il mourut précocement à 61 ans, d'une hépatite. 
D'origine ougandaise, il avait fui en 1973 le régime d'Idi Amin Dada, ce dernier expulsant les asiatiques et les hindous à partir de 1972, pour partir avec sa famille vers le Kenya.

## Victoires en WRC
| Nr. | Année | Rally                          | Navigateur   | Auto             |
| --- | ----- | ------------------------------ | ------------ | ---------------- |
| 1   | 1973  | 21st East African Safari Rally | Lofty Drews  | Datsun 240Z      |
| 2   | 1979  | 27th Safari Rally              | Mike Doughty | Datsun 160J      |
| 3   | 1980  | 28th Safari Rally              | Mike Doughty | Datsun 160J      |
| 4   | 1981  | 29th Safari Rally              | Mike Doughty | Datsun Violet GT |
| 5   | 1982  | 30th Marlboro Safari Rally     | Mike Doughty | Datsun Violet GT |

(recordman du nombre de victoires au Rallye du Kenya (5))

## Autres victoires
- Pikes Peak International Hill Climb, en 1969, catégorie voitures de tourisme sur BMW;
- 5e Rallye de Chypre: 1976, sur Datsun 160J;
- Rallye du Koweït: 1979, sur Datsun 160J;
- India's Himalayan Rally: 1979, sur Datsun 160J (avec Jayant Shah);
- 20e Rallye du Maroc: 1985, sur Nissan 240RS, copilote Yvonne Mehta (un an après la disparition de l'épreuve du calendrier WRC).

## Accessits
- 2e du 2e rallye d'Argentine: 1981 (sur Datsun Violet GT, copilote Yvonne Mehta) (derrière Guy Fréquelin);
- 2e du 19e rallye de Côte d'Ivoire: 1987 (sur Nissan 200SX, copilote Rob Combes);
- 2e du rallye d'Oman: 1979 (sur Datsun 160J, copilote Yvonne Mehta);
  - 3e du rallye Acropolis de Grèce: 1976 et 1978 (sur Datsun 160J, copilote Henry Liddon, puis Yvonne Mehta);
  - 3e du rallye de Côte d'Ivoire: 1981 et 1984 (sur Datsun Violet GT puis Nissan 240RS, copilote Mike Doughty, puis Rob Combes);
  - 4e du classement général du Pikes Peak International Hill Climb: 1987, sur Peugeot 205 T16;
  - 5e du rallye Paris-Dakar: 1987, sur Peugeot 205 T16.

## Titres
- Champion du Moyen-Orient des rallyes (officieux): 1979, sur Datsun 160J;
- Champion d'Afrique des rallyes: 1981, sur Nissan;
  - 5e du championnat du monde la même année 1981.

## Honneurs
- East African Motor sportsman of the Year: 1969.